# Aporosa brassii
Aporosa brassii là một loài thực vật có hoa trong họ Diệp hạ châu. Loài này được Mansf. mô tả khoa học đầu tiên năm 1929.